# Herbert Achternbusch

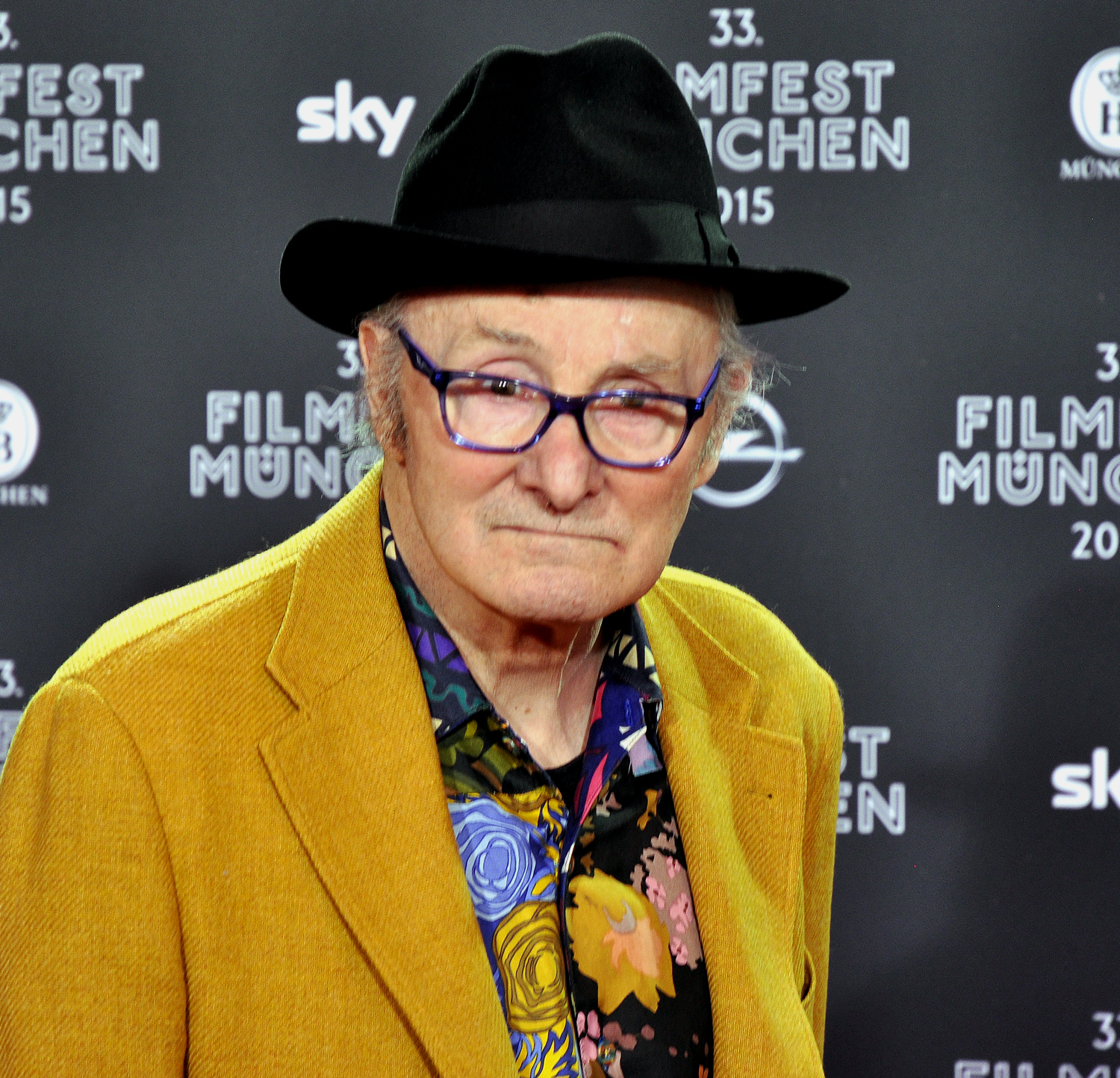
Herbert Achternbusch bei der Eröffnung des 33. Filmfestes in München 2015

Herbert Achternbusch (* 23. November 1938 als Herbert Schild in München; † 10. Januar 2022 ebenda) war ein deutscher Schriftsteller, Filmregisseur und Maler. Er war besonders für seine avantgardistischen Filme bekannt.

## Leben

### Kindheit und Jugend
Herbert Achternbusch kam als nichteheliches Kind des Zahnarztes Adi Achternbusch und der Sportlehrerin Ilona Schild zur Welt und wuchs seit 1943 bei seiner Großmutter in Breitenbach bei Mietraching im Bayerischen Wald auf. Er besuchte die Volksschule in Mietraching, dann das Comenius-Gymnasium Deggendorf und bereitete sich noch auf das Abitur vor, als 1959 seine Tochter Eva zur Welt kam. Die Mutter des Kindes war eine Mitschülerin. 1960 wurde er von seinem leiblichen Vater adoptiert und trug seither den Nachnamen Achternbusch.
Nach dem Abitur versuchte er sich zunächst als Maler und Lyriker, bevor er zwischen 1960 und 1962 nacheinander an der Pädagogischen Hochschule München-Pasing, an der Akademie der Bildenden Künste Nürnberg und für drei Semester an der Akademie der Bildenden Künste München studierte. Er malte, fertigte Plastiken an (seine monochromen Bilder und Radierungen präsentierte er in dieser Zeit unter anderem auf Ausstellungen im Haus der Kunst), heiratete 1962 seine Kommilitonin Gerda und schlug sich mit Gelegenheitsjobs durch (u. a. Zigarettenverkäufer auf dem Oktoberfest).

### Schriftsteller
Mitte der 1960er Jahre verlegte sich Achternbusch auf Anraten von Kollegen und Freunden wie Hans Erich Nossack, Günter Eich und Martin Walser vom Malen aufs Schreiben. Ab 1964 veröffentlichte er in loser Folge einige kleine Bände mit Gedichten und Radierungen; 1969 verlegte der Suhrkamp Verlag durch die Vermittlung Walsers erste Erzählbände Achternbuschs.
Sein Erstlingsroman Die Alexanderschlacht (1971) wurde als bahnbrechend für die Avantgarde der jungen deutschen Literatur in den 1970er- und 1980er-Jahren empfunden. 1977 wurde Achternbusch seiner selbstgewählten Außenseiterrolle gerecht, als er den Scheck mit dem Preisgeld für den von Verleger Hubert Burda gestifteten Petrarca-Preis auf der Preisverleihung verbrannte und die Veranstaltung unter Protest verließ.
Neben seinem erzählerischen Werk schrieb er regelmäßig für das Theater.

### Filmemacher
Anfang der 1970er Jahre begann Achternbusch, erste Schmalfilme zu drehen und kam mit prominenten Vertretern des deutschen Autorenfilms in Kontakt. Er spielte Rollen in Werner Herzogs Kinofilm Jeder für sich und Gott gegen alle und Volker Schlöndorffs Fernsehfilm Übernachtung in Tirol und verfasste 1976 das Drehbuch für Herzogs Film Herz aus Glas. Sein erster Kinofilm als Regisseur war 1974 Das Andechser Gefühl.
1982 lösten Blasphemie-Vorwürfe gegen seinen Film Das Gespenst einen Skandal aus. Der Film zeigt, wie Jesus Christus in einem bayerischen Kloster vom Kreuz steigt, um mit einer jungen Ordensoberin zu schlafen. Die Freiwillige Selbstkontrolle der Filmwirtschaft (FSK) entschied, den Film nicht freizugeben, denn er attackiere die katholische Kirche und erzeuge „ein nur noch pessimistisches und nihilistisches Grundmuster der Welt, das keine rationale Verarbeitungsmöglichkeit für den Besucher zulässt“. Der Film könne „dem religiösen Empfinden eines nach Millionen zählenden katholischen Teils der Bevölkerung in öffentlicher Vorführung nicht zugemutet werden“. In Österreich wurde der Film ebenfalls kontrovers aufgenommen. Herwig Nachtmann erreichte mit einer Klage die Beschlagnahmung des Films nach Paragraph 36 Mediengesetz. Es handelte sich um die ersten Beschlagnahmungsfälle in Österreich nach der Verankerung der Freiheit der Kunst im Staatsgrundgesetz.
Die FSK revidierte zwar nach kurzer Zeit ihre Entscheidung (in Österreich und der Schweiz blieb der Film verboten), dennoch protestierten in Deutschland Hunderte von Katholiken vor den Programmkinos. Der damals gerade neu ernannte Bundesinnenminister Friedrich Zimmermann verweigerte dem Regisseur das Preisgeld für seinen Film Das letzte Loch, der ein Filmband in Silber gewonnen hatte. Zuvor waren Achternbusch von der bayerischen Landesregierung schon einmal Fördergelder verweigert worden, weil er in Servus Bayern einen Dichter, der nach Grönland auswandern will, sagen lässt: „In Bayern möchte ich nicht einmal gestorben sein“. Am 29. Juni 1983 lehnte Bundesinnenminister Zimmermann auch die Förderung des Films Der Wanderkrebs ab.
Achternbusch führte nach Zimmermanns Entscheidung einen zehn Jahre dauernden Rechtsstreit gegen die Bundesrepublik Deutschland, den er 1992 vor dem Oberverwaltungsgericht Münster gewann. Dennoch wurde er von den Fernsehanstalten und Fördergremien sehr lange nicht mehr unterstützt.
Mit Das Klatschen der einen Hand stellte er 2002 den letzten seiner rund 30 Filme fertig.

### Privates
Achternbusch war Vater von sechs Kindern und lebte abwechselnd in Buchendorf bei München und in seinem Haus im österreichischen Waldviertel. Er war acht Jahre lang Lebensgefährte von Annamirl Bierbichler und lebte zeitweise mit ihr in ihrer Heimat in Ambach. Zuletzt wohnte er in der Burgstraße im Zentrum Münchens. Seine Tochter Naomi (* 1994) ist Schauspielerin und spielte in seinen Filmen Picasso in München und Das Klatschen der einen Hand mit.
Eine Kurzversion seines Lebens lieferte Achternbusch selbst:

„Ich musste 1938 auf die Welt kommen, nachdem ich mir meine Eltern schon ausgesucht hatte. Meine Mutter war eine sportliche Schönheit vom Land, die sich nur in der Stadt wohlfühlte. Mein Vater war sehr leger und trank gern, er war ein Spaßvogel. Kaum auf der Welt, suchten mich Schulen, Krankenhäuser und alles Mögliche heim. Ich leistete meine Zeit ab und bestand auf meiner Freizeit. Ich schrieb Bücher, bis mich das Sitzen schmerzte. Dann machte ich Filme, weil ich mich bewegen wollte. Die Kinder, die ich habe, fangen wieder von vorne an. Grüß Gott!“

In Die Macht des Löwengebrülls, einem seiner frühen Texte, schrieb er 1970:

„Er kam aus Niederbayern, hieß Herbert Schild, war Lehrling bei einem Schreiner. In München traf er als Jüngling ein, der schriftdeutschen Sprache und aller Komplemente unerfahren. Daß der Armeleutesohn zu seinem Erfolg forcierte Bildung nicht brauchte, zeigen seine Notizen und noch fünf Jahrzehnte später sein in einem Gemisch von Unverstand und Deutsch verfaßtes Testament. Die Nachwelt verlieh ihm das Prädikat Homo illiteratus. Neuere Forschungen führen den Beweis, daß er außer den Briefen van Goghs und der Bibel noch andere Bücher gekannt haben muß. Zur Malerei kam er im Haushalt des Münchner Dekorationsmalers August Tauscher. 1959 ist er als dessen Gehilfe registriert. In den sechziger Jahren unternahm er eine Reise nach Niederbayern, blieb eine Weile in Straubing. 1967 ist er wieder in München, gründet selber einen Haushalt, der später von einer Kusine, die er aus Niederbayern kommen ließ, besorgt wird. Von den neunziger Jahren an leidet er an Gicht. Er malt jedoch bis zu seinem Tod im Jahr 2022.“

Tatsächlich ist Achternbusch 2022 im Alter von 84 Jahren gestorben.

### Ehrungen
Zu Achternbuschs sechzigstem Geburtstag ehrte ihn die Stadt München, indem Aphorismen des Künstlers auf Flaggen in der ganzen Stadt zu sehen waren. Das Filmfest München ehrte ihn 2008 mit einer umfassenden Retrospektive. Anlässlich des siebzigsten Geburtstags zeigte das Museum Moderner Kunst in Passau eine umfassende Ausstellung zum malerischen Werk des Künstlers von 1990 bis 2008. „Achternbusch bevorzugt für seine Bilder Aquarell- und Mischtechnik, wobei er mit der Farbe in seinen Werken impulsiv umgeht. In seinen poetisch sensiblen, kraftvollen und phantastischen Arbeiten erweist sich Achternbusch als bildmächtiger Erzähler.“

## Filmisches Werk
Herbert Achternbusch gilt als bedeutender Vertreter des deutschen Autorenfilms der 1970er Jahre. Bei seinen Filmen war er meist Autor, Regisseur, Drehbuchautor und Hauptdarsteller in Personalunion (Ausnahme: Rita Ritter von 1983). Gedreht hat er fast ausschließlich mit Freunden wie dem Kameramann Jörg Schmidt-Reitwein und dem Maler-Freund Heinz Braun. Eine große Rolle spielten auch die Geschwister Sepp und Annamirl Bierbichler, mit denen er in den achtziger Jahren als Wohngemeinschaft in Ambach am Starnberger See lebte. Annamirl war dabei acht Jahre lang seine Geliebte, bis sie sich 1993 trennten und er die Schauspielerin Judith Tobschall heiratete. Tobschall spielte in Ich bin da, ich bin da (1992) und in Ab nach Tibet! (1994) mit.
Typisch für ihn waren der Einsatz von Laiendarstellern neben professionellen Schauspielern, das einerseits oft improvisierte (Beispiel: Bierkampf), andererseits oft auch theatralisch-rezitierende Spiel und die immer wiederkehrenden Themen des als bigott dargestellten bayerischen Katholizismus und Provinzialismus und des Gefangenseins in der kleinbürgerlichen Ehehölle. Die Kameraarbeit ist meist statisch, die Filme bestehen fast ausschließlich aus Totalen und Halbtotalen.
Achternbusch brach mit seinen Filmen bewusst gesellschaftliche Tabus. Er griff nicht nur die katholische Kirche an (s. o. Skandal um Das Gespenst), sondern attackierte die seiner Ansicht nach verlogene Gesellschaft mit absichtlich provokant-geschmacklosen Szenen:
- In Bierkampf (1976) provoziert er in Polizeiuniform Betrunkene auf dem Oktoberfest, bis diese ihn mit Fußtritten davonjagen.
- In Der Komantsche (1979) geschieht Ähnliches während eines Fußballspiels im Olympiastadion.
- In Wohin? (1987) kommentiert er die Aids-Hysterie der 1980er Jahre, indem er den aidskranken Schauspieler Kurt Raab in einem Biergarten über seinen nahen Tod sprechen lässt.
- In Das letzte Loch (1981) will die Hauptfigur die sechs Millionen im Holocaust ermordeten Juden vergessen, indem er für jeden ermordeten Juden einen Schnaps trinkt. Da das nicht gelingt, stürzt sich der Mann in den Stromboli.
- Seine Ablehnung der CSU zeigte Achternbusch deutlich in der Schlussszene von Der Depp (1982), in der der damalige Ministerpräsident Franz Josef Strauß im Hofbräuhaus vergiftet wird.

Kaum beachtet vom großen Publikum hat Achternbusch 30 Filme gedreht, „ein kontinuierlich entwickeltes Werk, in dem Komik und Verzweiflung näher zusammenliegen als bei irgendeinem anderen deutschen Filmemacher.“

„Unbekümmert um übliche Dramaturgie, formuliert Achternbusch radikal subjektivistisch, ignoriert ästhetische Konventionen, durchmischt die Genres. Achternbusch übersteigert eine – wie bei Karl Valentin widerständig sprachlogische – Semantik ins modern Absurde, belädt sie inhaltlich mit realen Schrecken aus Vergangenheit und Gegenwart und ist zugleich immer spontan und spielerisch.“

## Werke

### Radierungen und Lyrik, Miscellanea
- Sechs Radierungen. Eremiten-Presse, Stierstadt im Taunus, 1964.
- Südtyroler. Maistrassenpresse, München, 1966.
- Duschen. [Scaneg], [München], 1988, ISBN 3-89235-508-8.
- Hinundherbert. Verlag Bibliothek der Provinz, Weitra, 1996, ISBN 3-85252-099-1.
- Guten Morgen. Verlag Bibliothek der Provinz, Weitra, 1997, ISBN 3-85252-174-2.
- Weiße Flecken. Verlag Bibliothek der Provinz, Weitra, 1998, ISBN 3-85252-281-1.
- Karpfn. Verlag Bibliothek der Provinz, Weitra, 1999, ISBN 3-85252-186-6.
- Von Andechs nach Athen. Verlag Bibliothek der Provinz, Weitra, 2001, ISBN 3-85252-395-8.
- Bier. Verlag Bibliothek der Provinz, Weitra, 2005, ISBN 3-85252-652-3.

### Prosa
- Zigarettenverkäufer. Suhrkamp, Frankfurt am Main, 1969 (enthält die Erzählungen Zigarettenverkäufer, Hülle, Rita)
- Das Kamel. Suhrkamp, Frankfurt am Main, 1969 (enthält die Erzählungen Tibet, Indio, Afghanistan, 2. Mai 69)
- Die Macht des Löwengebrülls. edition suhrkamp 439. Suhrkamp, Frankfurt am Main, 1970.
- Die Alexanderschlacht. Suhrkamp, Frankfurt am Main, 1971.
- L’Etat c’est moi. edition suhrkamp 551. Suhrkamp, Frankfurt am Main, 1972. ISBN 978-3-518-10551-1.
- Der Tag wird kommen. Suhrkamp, Frankfurt am Main, 1973, ISBN 3-518-02030-7.
- Die Stunde des Todes. Suhrkamp, Frankfurt am Main, 1975, ISBN 3-518-02004-8. (enthält u. a. die Filmtexte zu Herz aus Glas und Das Andechser Gefühl. In der Taschenbuchausgabe (st 449) sind die Filmtexte nicht enthalten.)
- Land in Sicht. Suhrkamp, Frankfurt am Main, 1977, ISBN 3-518-02003-X.
- Das Haus am Nil. Suhrkamp, Frankfurt am Main, 1981, ISBN 3-518-02026-9.
- Revolten. Suhrkamp, Frankfurt am Main, 1982, ISBN 3-518-02020-X.
- Wellen. Suhrkamp, Frankfurt am Main, 1983, ISBN 3-518-04502-4.
- Wind. Zweitausendeins, Frankfurt am Main, 1984.
- Weg. Suhrkamp, Frankfurt am Main, 1985, ISBN 3-518-03212-7.
- Breitenbach. Kiepenheuer und Witsch, Köln, 1986, ISBN 3-462-01751-9.
- Das Ambacher Exil. Kiepenheuer und Witsch, Köln, 1987, ISBN 3-462-01816-7.
- Die blaue Blume. Zweitausendeins, Frankfurt am Main, 1987.
- Es ist niemand da. Fischer Taschenbuch, Frankfurt am Main, 1992, ISBN 3-596-11399-7.
- Dschingis Khans Rache. Verlag Bibliothek der Provinz, Weitra, 1993, ISBN 3-85252-080-0.
- Das Buch Arschi. Hatje, Stuttgart, 1994, ISBN 3-7757-0499-X.
- Hundstage. S. Fischer, Frankfurt am Main, 1995, ISBN 3-10-000412-4.
- Was ich denke. Goldmann, München, 1995, ISBN 3-442-12670-3.
- Ich bin ein Schaf. Goldmann, München, 1996, ISBN 3-442-30685-X.
- Der letzte Schliff. Hanser, München, 1997, ISBN 3-446-19095-3.
- Schlag 7 Uhr. Verlag Bibliothek der Provinz, Weitra, 1998, ISBN 3-85252-280-3.
- Die Reise zweier Mönche. Verlag Bibliothek der Provinz, Weitra, 1999, ISBN 3-85252-303-6.
- Ist es nicht schön zu sehen wie den Feind die Kraft verläßt. Verlag Bibliothek der Provinz, Weitra, 2002, ISBN 3-85252-410-5.

### Theaterstücke
- 1978: Ella
- 1979: Gust[12]
- 1980: Kuschwarda City
- 1980: Susn
- 1981: Der Frosch
- 1981: Plattling
- 1982: Mein Herbert
- 1983: Sintflut
- 1983: An der Donau[13]
- 1985: Weg
- 1988: Linz
- 1990: Auf verlorenem Posten
- 1993: Der Stiefel und sein Socken
- 1996: Meine Grabinschrift
- 1996: Letzter Gast
- 1998: Dulce est
- 1998: Tukulti
- 2000: Blöde Wolke
- 2000: Da im Kafenion
- 2000: Pallas Athene
- 2000: Die Vorgänger
- 2002: Daphne von Andechs
- 2003: Alkibiades am Ende
- 2004: Der Weltmeister. Verlag Bibliothek der Provinz, Weitra, ISBN 3-85252-615-9.
- 2005: Kopf und Herz. Verlag Bibliothek der Provinz, Weitra, ISBN 3-85252-685-X.
- 2007: Einklang
- 2008: Der gelbe Hahn der Nacht: Vier Theaterstücke. Fischer (Tb.), Frankfurt, ISBN 978-3-596-18173-5.
- 2017: Dogtown Munich
- 2018: Karpfn (Inszenierung von Achternbuschs gleichnamigen Kinderbuch als Puppenspiel; Textfassung und Regie: Gerd J. Pohl)[14]

### Hörspiel
- 1970: Hörspiel in München und am Starnberger See. Mit Kurt Wilhelm, Elmar Wepper, Rosemarie Seehofer, Christa Berndl, Maria Singer, Franziska Stömmer, Herbert Achternbusch, Gustl Bayrhammer, Maxl Graf, Walter Holten, Michael Lenz, Willy Spindler, Hans Stadtmüller sowie Münchner Passanten und Starnberg-Urlaubern. Komposition: Frank Duval, Regie: Alexander Malachovsky. Produktion: BR, HR 1970. 75 Minuten.
- 1986: Weg. Mit Christa Berndl (Oma), Werner Stocker (Herbert), Lisi Mangold (Luise), Irene Clarin, Karl Renar, Peter Houska, Wolfgang Klar, Manfred Georg Hermann. Komposition: anima musica, Bearbeitung und Regie: Niels-Peter Rudolph. Produktion: Süddeutscher Rundfunk, Norddeutscher Rundfunk, Bayerischer Rundfunk 1986.
- 1997: Meine Grabinschrift. Mit Traugott Buhre (Amenhotep), Jens Harzer (Seth). Komposition: Klaus Buhlert, Regie: Jörg Jannings. Produktion: BR Hörspiel und Medienkunst 1997.

### Filmbücher
- Servus Bayern. Peter Kirchheim Verlag, Gauting, 1977, ISBN 3-87410-004-9.
- Der Komantsche. Verlag Das Wunderhorn, Heidelberg, 1979, ISBN 3-88423-006-9.
- Der Neger Erwin. Suhrkamp, Frankfurt am Main, 1981, ISBN 3-518-37182-7 (Erstveröffentlicht in Es ist ein leichtes, beim Gehen den Boden zu berühren)
- Die Olympiasiegerin. Suhrkamp, Frankfurt am Main, 1982, ISBN 3-518-02032-3.
- Das letzte Loch. Suhrkamp, Frankfurt am Main st 803, 1982, ISBN 3-518-37303-X.
- Der Depp. Filmbuch. Suhrkamp, Frankfurt am Main st 898, 1983, ISBN 3-518-37398-6.
- Das Gespenst. Zweitausendeins, Frankfurt am Main, 1983.
- Wanderkrebs. Zweitausendeins, Frankfurt am Main, 1984.
- Die Föhnforscher. Zweitausendeins, Frankfurt am Main, 1985.
- Wohin? Kiepenheuer und Witsch, Köln, 1988, ISBN 3-462-01925-2.
- Mixwix. Kiepenheuer und Witsch, Köln, 1990, ISBN 3-462-02073-0.
- Misslungen. Verlag Bibliothek der Provinz, Weitra, 1999, ISBN 3-85252-168-8.

### Sammlungen
- Schriften Suhrkamp, Frankfurt am Main, 1978.
  - 1969. ISBN 3-518-02000-5. Enthält:
    - Das Kamel (Die Fassung enthält die Texte Hülle und Rita aus Zigarettenverkäufer (1969), Tibet, Indio, Afganistan und 2. Mai 69 aus Das Kamel (1969) und Meine Freundin aus Alexanderschlacht (1971).)
    - Die Macht des Löwngebrülls

  - Die Alexanderschlacht ISBN 3-518-02001-3 (Der Text ist um Meine Freundin gekürzt, enthält dafür Zigarettenverkäufer aus Zigarettenverkäufer (1969), mehrere Texte aus L’Etat c’est moi (1972) und den hier erstveröffentlichten Text Der Pfahl.)
  - Die Atlantikschwimmer ISBN 3-518-02010-2. Enthält:
    - Der Tag wird kommen (Gegenüber der Erstausgabe stark veränderte Fassung)
    - Herz aus Glas (Filmtext)
    - Die Stunde des Todes (Ohne die in der Erstausgabe enthaltenen Filmtexte)
    - Das Andechser Gefühl (Filmtext)
    - Die Atlantikschwimmer (Filmtext)
    - Land in Sicht (Mit dem zusätzlichen Text Der Thron ist frei)
    - Bierkampf (Filmtext)
    - Servus Bayern (Filmtext)
    - Ella (Theaterstück.)
    - Der junge Mönch. (Filmtext)

  - Es ist ein leichtes, beim Gehen den Boden zu berühren. ISBN 3-518-02010-2. Enthält:
    - Susn (Theaterstück.)
    - Der Komantsche (Filmtext)
    - Gust (Theaterstück)
    - 1979 (Prosa)
    - Kuschwarda City (Theaterstück)
    - Der Neger Erwin (Filmtext)
- Du hast keine Chance, aber nutze sie. Suhrkamp, Frankfurt am Main und Goldmann, München, 1991ff.
  - Band 1: 1969. Schriften 1968–1969. Suhrkamp-Taschenbuch 1231, ISBN 3-518-37731-0.
  - Band 2: Die Alexanderschlacht. Schriften 1963–1971. Suhrkamp-Taschenbuch 1232, ISBN 3-518-37732-9.
  - Band 3: Die Atlantikschwimmer. Schriften 1973–1979. Suhrkamp-Taschenbuch 1233, ISBN 3-518-37733-7.
  - Band 4: Das Haus am Nil. Schriften 1980–1981. Suhrkamp-Taschenbuch 1394, ISBN 3-518-37894-5.
  - Band 5: Wind. Schriften 1982–1983. Suhrkamp-Taschenbuch 1395, ISBN 3-518-37895-3.
  - Band 6: Die Föhnforscher. Schriften 1984. Suhrkamp-Taschenbuch 1769, ISBN 3-518-38269-1.
  - Band 7: Breitenbach. Schriften 1985. Goldmann 41112, ISBN 3-442-41112-2.
  - Band 8: Das Ambacher Exil. Schriften 1985–1986. Goldmann 41113, ISBN 3-442-41113-0.
  - Band 9: Wohin? Schriften 1985–1988. Goldmann 41114, ISBN 3-442-41114-9.
- Die Einsicht der Einsicht. Theaterstücke. Fischer Taschenbuch, Frankfurt am Main, 1996, ISBN 3-596-12923-0.
- Gesamtausgabe Verlag Bibliothek der Provinz, Weitra, 2002 ff. 4 Bände geplant
  - Band 1: Die Alexanderschlacht. ISBN 3-85252-379-6.
  - Band 3: Mein Vater heißt Dionysos. ISBN 3-85252-489-X umfasst:
    - Mein Vater heißt Dionysos. ISBN 3-85252-535-7.
    - Liebesbrief. ISBN 3-85252-501-2.
    - Ich als Japanerin. ISBN 3-85252-515-2.
    - Schnekidus. ISBN 3-85252-354-0.
    - Ein Wikinger. ISBN 3-85252-578-0.

### Filmografie
- 1970: Das Kind ist tot
- 1972: 6. Dezember 1971
- 1974: Das Andechser Gefühl
- 1976: Die Atlantikschwimmer
- 1976: Herz aus Glas (nur Drehbuch)
- 1977: Bierkampf
- 1978: Servus Bayern
- 1978: Der junge Mönch
- 1979: Der Komantsche
- 1981: Der Neger Erwin
- 1981: Das letzte Loch
- 1982: Der Depp
- 1982: Das Gespenst
- 1983: Der Platzanweiser
- 1983: Die Olympiasiegerin
- 1984: Wanderkrebs
- 1984: Rita Ritter
- 1985: Die Föhnforscher
- 1985: Blaue Blumen
- 1986: Heilt Hitler
- 1987: Punch Drunk
- 1988: Wohin?
- 1989: Mix Wix
- 1990: Hick’s Last Stand
- 1991: Niemandsland
- 1991: I Know the Way to the Hofbrauhaus
- 1992: Ich bin da, ich bin da
- 1994: Ab nach Tibet!
- 1995: Hades
- 1997: Picasso in München
- 1998: Neue Freiheit – keine Jobs · Schönes München: Stillstand
- 2002: Das Klatschen der einen Hand

#### Filme auf DVD
Die Filme Das Andechser Gefühl, Die Atlantikschwimmer, Das Gespenst, Die Olympiasiegerin und Hick’s Last Stand sind inzwischen auf DVD erschienen. In dieser DVD-Box sind außerdem ein Interview mit Achternbusch aus dem Jahre 1988, die Dokumentation Komm doch an den Tisch und eine Podiumsdiskussion mit Achternbusch vom Filmfest München 2008 enthalten.

## Auszeichnungen

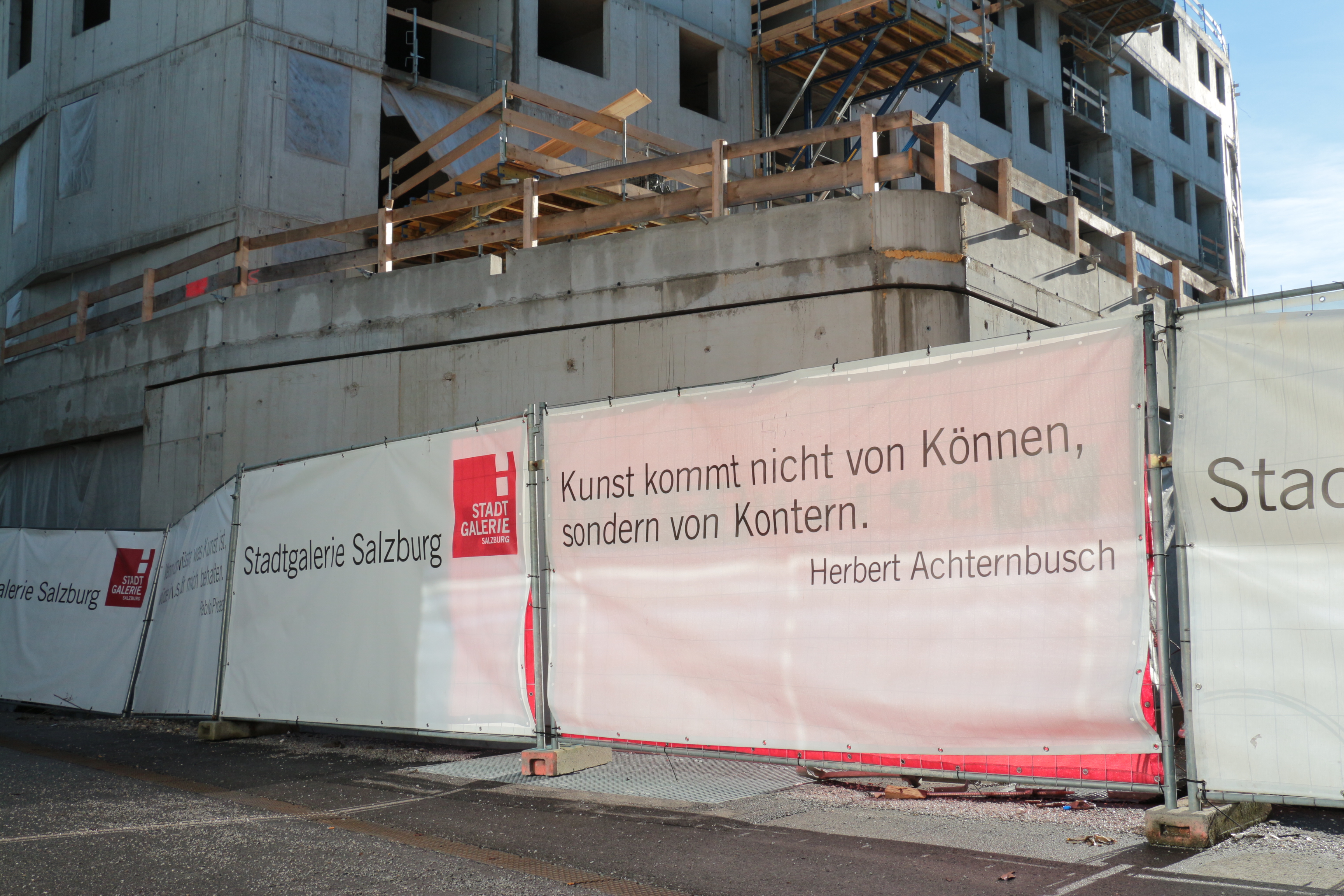
Zitat von Herbert Achternbusch auf Transparent der Stadtgalerie Lehen an einem Bauzaun während der Bauphase im Stadtwerk Lehen, Salzburg

- 1975: Ludwig-Thoma-Medaille der Stadt München
- 1977: Petrarca-Preis (Achternbusch verbrannte den Preisscheck nach der Annahme)
- 1980: Nominierung für den Max Ophüls Preis für Der Neger Erwin
- 1981: Nominierung für den Goldenen Bären für Der Neger Erwin
- 1982: Spezialpreis des Filmfestivals von Locarno
- 1982: Bundesfilmpreis (Filmband in Silber) für Das letzte Loch
- 1983: Nominierung für den Goldenen Bären für Das Gespenst
- 1986: Mülheimer Dramatikerpreis für Gust
- 1988: Nominierung für den Goldenen Bären für Wohin?
- 1989: Tukan-Preis der Stadt München
- 1990: Internationale Hofer Filmtage: Preis der Stadt Hof
- 1992: Filmpreis der Landeshauptstadt München
- 1994: Mülheimer Dramatikerpreis für Der Stiefel und sein Socken
- 1994: Dramatikerpreis des Goethe-Instituts für Der Stiefel und sein Socken[15]
- 1995: Nominierung für den Goldenen Bären für Hades
- 1996: Friedrich Wilhelm Murnau-Filmpreis der Stadt Bielefeld[16]
- 1999: Ernst-Hoferichter-Preis
- 2010: Kasseler Literaturpreis für grotesken Humor